# Lambada blu
Lambada blu è un film erotico italiano diretto nel 1989 da Lorenzo Onorati, che si firma con il nome di Lawrence Webber. La pellicola è stata distribuita per il mercato home-video anche con i titoli alternativi The rose blulight o Femmine (per fare coppia con Femmine 2).

## Trama
Kelly è la proprietaria di un night club che ospita anche un bordello finché un giorno un commissario di polizia la vuole arrestare dato che le è stata revocata la libertà provvisoria. I due si innamorano, ma l'uomo è costretto ad arrestarla.

## Produzione
È vietato ai minori di 18 anni ed è interpretato da due famose pornostar: Malù, più nota come Ramba, e Valentine Demy.